# Combate de Santa Catalina
El Combate de Santa Catalina fue el primer enfrentamiento armado de José Tomás Boves como comandante, sucedió en el contexto de la Guerra de Independencia de Venezuela el 21 de septiembre de 1813 y terminó con la victoria del caudillo llanero.

## Combate
Tras la toma de Caracas el 4 de agosto de 1813 la mayor parte del centro y oeste de la Capitanía General de Venezuela pasaron a poder republicano, su comandante, Simón Bolívar, victorioso de la llamada Campaña Admirable fue llamado Libertador y se dedicó a enfrentar a los focos de resistencia realista que aún quedaban. Uno de estos era la pequeña tropa de caballería de Boves, a quién Juan Manuel Cajigal le había encargado reclutar jinetes en los Llanos. 
Separado de Cajigal, Boves empezó a actuar con cada vez mayor independencia y agresividad iniciando lo que entonces era una pequeña revuelta con la que logró dominar los llanos alrededor de Calabozo. Viendo el peligro, Bolívar envió teniente coronel Tomás Montilla a derrotar a los llaneros con 600 infantes. Al poco tiempo se le sumó el teniente coronel Carlos Padrón con quién se atrincheraron en la ciudad con más de mil hombres y artillería.
El 20 de septiembre Montilla envió a Padrón con la mayoría de sus fuerzas a enfrentarse a Boves que se dirigía a Calabozo. Padrón decidió acampar en el caño de Santa Catalina sin saber que su enemigo era consciente de cada uno de sus movimientos. En la madrugada del día siguiente atacó por sorpresa el campamento republicano, derrotando por completo a sus defensores, la mayoría de la infantería fue capturada y gran parte de la caballería se pasó a su bando. La mayoría de los prisioneros murieron lanceados por orden de Boves.

### Desenlace
Enterado Montilla de la derrota de Padrón huyó con él de Calabozo con los pocos hombres que les quedaban. El día 22 la pequeña urbe cayó en poder realista siendo saqueada. Ambos comandantes independentistas huyeron a Villa de Cura donde Boves los persiguió, el pueblo fue tomado y reducido a cenizas. Tras su victoria el caudillo llanero pasó a controlar todos los Llanos bajos pero no por mucho tiempo. La respuesta caraqueña no se hizo esperar y el general Vicente Campo Elías fue enviado con mil fusileros más jinetes reclutados en la comarca a enfrentar a Boves, derrotándolo en la batalla de Mosquiteros (18 de octubre) aunque no de manera definitiva.